# Steppin' onto the Scene
Albums de Bassmint Productions
The Most Suckerish
(1990) Still in the Bassmint
(1992)
Steppin' onto the Scene est le deuxième EP du groupe de rap américain Bassmint Productions composé de Eminem (M&M), Proof, Manix et Chaos Kid. L'album est produit par Manix et est sorti, sous la tutelle des Bass Brothers, le 3 mars 1990, en format cassette. L'album se divise en deux faces, la M&M Side, intégralement écrite et interprétée par Eminem (sous le nom de M&M), et la Chaos Side, intégralement écrite et interprétée par Chaos Kid. L'album n'a pas été commercialisé et son contenu est devenu très rare.

## Liste des titres
The M&M Side
| No | Titre                    | Paroles | Producteur(s) | Durée |
| -- | ------------------------ | ------- | ------------- | ----- |
| 1. | Steppin' onto the Scene  | M&M     | Manix         | 2:25  |
| 2. | Fattest Skinny Kid Alive | M&M     | Manix         | 3:57  |
| 3. | Under New Management     | M&M     | Manix         | 4:02  |

The Chaos Side
| No | Titre           | Paroles   | Producteur(s) | Durée |
| -- | --------------- | --------- | ------------- | ----- |
| 1. | Style-O-Maniac  | Chaos Kid | Manix         | 5:53  |
| 2. | Enuff Is Enuff  | Chaos Kid | Manix         | 7:04  |
| 3. | Lord Have Mercy | Chaos Kid | Manix         | 3:39  |